# Karasumi
Il karasumi (カラスミ?) è un ingrediente tipico della cucina giapponese, ottenuto salando e asciugando alla luce del sole uova di muggine.

## Il nome
Una teoria suggerisce che il nome è stato preso dalla sua somiglianza con i blocchi di sumi importati dalla Cina per l'utilizzo in calligrafia giapponese. 

## Consumo

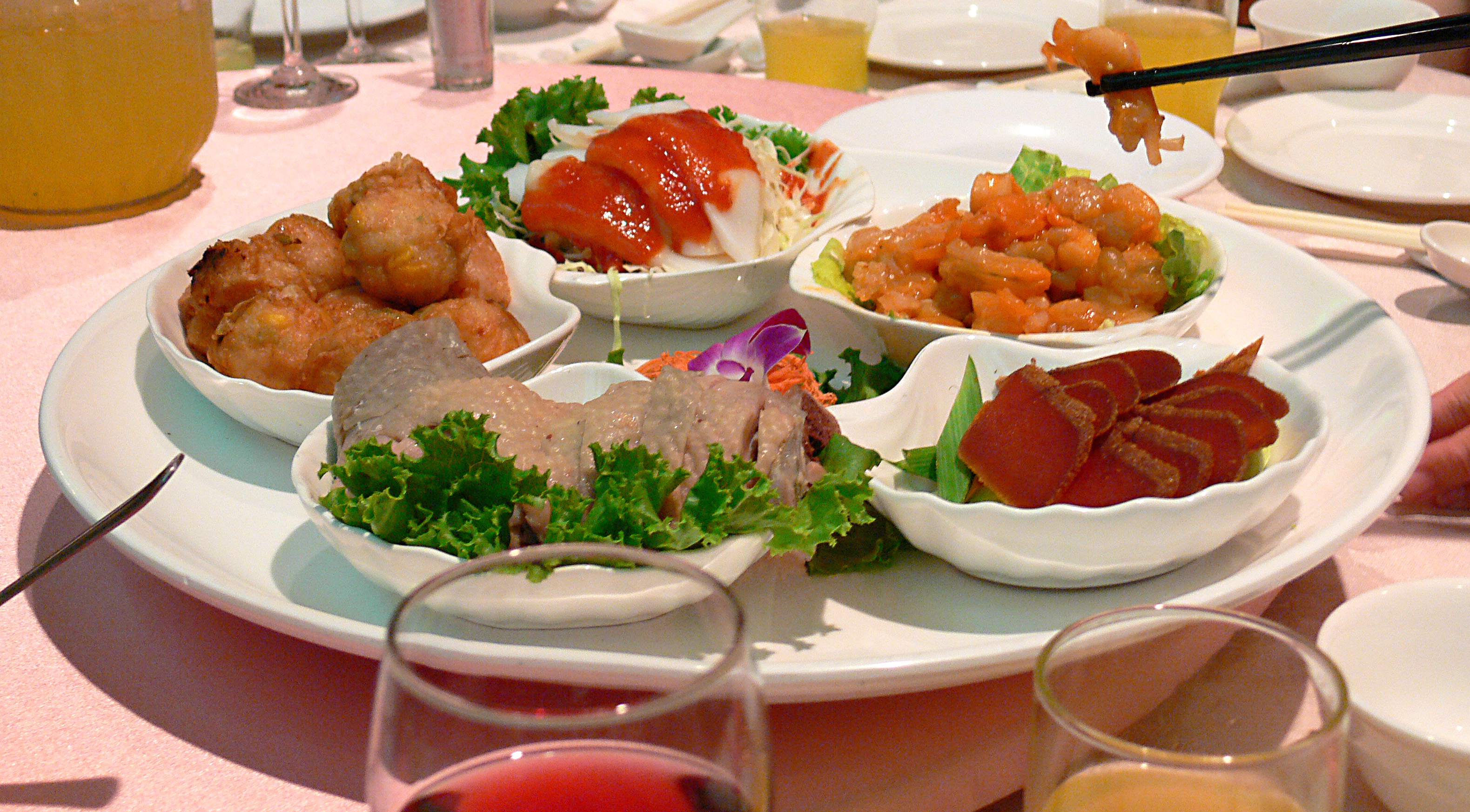
Karasumi di muggine a fette (ciotolina sulla destra) in un pranzo di nozze a Taiwan

Il Karasumi è una costosa prelibatezza e si mangia bevendo sakè. È analogo, ma più morbido, alla bottarga di muggine mediterranea. Si tratta di una specialità di Nagasaki, dove si usa nello Shiokara. Prodotto anche a Taiwan, nella città di Tungkang, e l'uso può essere fatto risalire a quando l'isola era sotto il dominio coloniale olandese.
In cucina si usa anche grattugiato o a scaglie.